# Deltaspis auromarginata
Deltaspis auromarginata är en skalbaggsart som beskrevs av Audinet-serville 1834. Deltaspis auromarginata ingår i släktet Deltaspis och familjen långhorningar. Inga underarter finns listade i Catalogue of Life.